# Iridomyrmex setoconus
Iridomyrmex setoconus é uma espécie de formiga do gênero Iridomyrmex.